# 双五角台塔反柱
双五角台塔反柱（そうごかくだいとうはんちゅう、Gyroelongated pentagonal bicupola）とは、46番目のジョンソンの立体で、正十角反柱の2つの底面に正五角台塔(J5)をつけた形である。

3次元空間上では鏡像の区別が存在する。

## 関連図形
| 正五角台塔反柱 （片方の台塔を取り除く）                                    | 同相双五角台塔 （同相になるように反角柱を取り除く）                                    | 異相双五角台塔 （同相にならないように反角柱を取り除く） | 同相双五角台塔柱 （反角柱を角柱に変え、片側を同相になるように18°回す） |
| 異相双五角台塔柱 （反角柱を角柱に変え、片側を同相にならないように18°回す） | 双側台塔切頂十二面体 （反角柱を切頂十二面体に変え、片側を同相にならないように18°回す） | 双四角台塔反柱 （台塔の角の数を減らす）                 | 五角台塔丸塔反柱 （片側の台塔を丸塔に変える）                          |